# ザ・ベストハウス123
『ザ・ベストハウス123』（ザ・ベストハウスワン・ツー・スリー）は、フジテレビ系列で放送されたバラエティ番組。単発特番として放送されてきたが、2006年11月1日から2012年3月14日まで水曜日に1時間枠でレギュラー放送されていた。

## 概要
「一つの分野のベスト3を知れば大体のことは分かる」をコンセプトに、古今東西あらゆるランキングの「ベスト3」を網羅した架空の書籍「ベストハウス図鑑」に掲載する情報を集めるという設定の下、様々な趣向を凝らした「ベスト3」を披露していく番組。「トリビアの泉 〜素晴らしきムダ知識〜」を踏襲した情報・雑学バラエティであり、BSフジで放送されていた「無意味良品」と主要スタッフが共通している。
2006年1月2日未明に特別番組としてパイロット版が放送された後、2006年5月13日カスペ!枠で2時間SPを放送。これが好評だった事を受け、2006年9月27日に放送終了したトリビアの泉の後を継ぐ形でレギュラー番組化。2006年11月1日にレギュラー版第1回が放送された。審議長(ゲスト)は所ジョージ。
2007年9月19日には、番組史上初の4時間生放送『今夜は4時間史上最強生放送!!2007秋の大生プレゼン祭り』が放送された。2008年2月27日にも2回目の4時間SP「今夜決定！史上最強のベスト3アワード2008」(総集編)を放送した。
この番組で取り上げられたベスト3の中では折り紙アーティストの神谷哲史などのように、この番組が発掘したものもあり、それらがこの番組に取り上げられるようになったことで、注目を浴びたこともある。
レギュラー放送以降はスタジオ収録はハイビジョン制作でVTR部分は従来通り4:3のSD画質で『THE BEST HOUSE』と黄色い文字で書かれたサイドパネルが貼られているが2008年7月9日放送分以降はハイビジョン制作のVTRも増えてきている。なお、レターボックス化された2010年7月7日放送分よりVTR部分のサイドパネルは『THE BESTHOUSE 123』に変更されたが、ハイビジョン制作に変更されなかった。
最高視聴率は2009年1月14日の18%（数字は関東地区調べ）。また、参考記録として2011年2月9日に放送された『人気4番組緊急合体 ヘキサはねるホンマ!?123!』の当番組放送部分で19.8%を記録している。
2012年3月14日をもって、約6年間のレギュラー放送を終了し、不定期特番として継続されることとなった。以後、3回の特別番組が放送されていた。レギュラー放送最終回の視聴率は12.0%。パイロット時代を含め7年間の歴史に幕を閉じた。
ちなみにテロップでは、ロンブーは淳、亮ではなく「アツシ」「リョウ」、本上は「マナミ」という表記で統一されていた。

### 番組の設定
日本国内にある架空のマンション「ベストハウス」のオーナーが「あらゆるベスト3を載せた図鑑を作り、世間の常識をひっくり返す」という計画を首謀。オーナーの娘であるマナミとオーナーの志に惹かれた2人の男アツシ・リョウらが陣頭指揮をとり「ベストハウス図鑑編集会議」を毎週水曜夜9時に開催し、住民を集めて図鑑に掲載するベスト3を提案させる。番組で放送されているのはその会議の様子という設定である。

### 判定システム
編纂会のメンバーがプレゼンした様々なランキングのベスト3（VTR）を視聴後、審議長を始めとする審議官（角帽を被っているスタジオの観客49名とゲストのタレント1名の計50名)が手元の本で判定し、41名以上が本を閉じて認めれば採用、ベストハウス図鑑に掲載される。番組内では図鑑への掲載が決定したことを「押さえる」と言い、掲載された場合は、出演者・審議官が全員で「押さえました!」と唱和し手元の本を同時に閉じる。通算で10回掲載されたメンバーには「ご褒美」が貰え、逆にボツ（不採用）が10回溜まってしまうと罰ゲームとなる。
2007年3月14日放送分から審議官50人での判定制度が廃止され、番組の最後に審議長が最優秀プレゼンとワーストプレゼンを発表する形に変更された。最優秀プレゼン5回で「ご褒美」、ワーストプレゼン5回は「罰ゲームロケ」となる。2007年3月14日放送分では判定をせずに今まで同樣角帽を被った観客が50名ほど審議官の席に座っていたが、2007年4月25日放送分では観客の席自体が廃止され壁のセットに変更、審議長の席だけが残った。判定の廃止に伴い「押さえました!」は番組のエンディングのみになり、淳と本上の「Take a Book.」の掛け声で出演者全員が手持ちの本を開き、淳の「本日も押さえました!」の後に続いて、亮・ゲスト出演者・審議官全員が「押さえました!」と唱和しながら本を閉じる。そして亮による締めの一言で番組が終了となる（2011年4月以降は殆ど行われなくなった）。
2008年10月15日放送分からはルールが変更になり、最優秀プレゼン7回で「ご褒美獲得」、最優秀プレゼンを7回連続して逃すと「罰ゲームロケ」となる。
2010年頃からは「ベスト3」としてのプレゼンがなくなり、毎週1つのテーマに沿った複数のエピソードをプレゼンする形になったが、最優秀プレゼン決めは継続された。しかし2011年2月に入ると1週で1本の長編エピソードを紹介するようになったため最優秀プレゼンを選ぶ余地がなくなり自然消滅した。

### 演出の特徴
- イラストレーター木村タカヒロによる出演者を油絵調で描いた似顔絵が多用された。スタジオでプレゼンターが紹介するベスト3のタイトルを発表しVTRに入る場面で実写から油絵調のアニメーションに変化する。VTR中にはプレゼンターの声で「第1位！」等とコールが入るところで前述のアニメーションが登場した。
- オープニングでも同樣の演出が行われ、マナミ・アツシ・リョウの3人が「Take a Book」の掛け声と当時に本を閉じると3人が順番にアニメーションになり、番組の世界観・設定を紹介するオープニング映像が流れた。
- BGMにスタジオのピストルバルブによる生演奏を多く用いた。特に放送初期はリョウが指揮者役となり毎回オープニングをフルで演奏していた。

以上のような特徴があったが、判定システムが変更された2007年3月頃から徐々に省略されベスト3のVTRを淡々と流すシーンが増加した。オープニングはアツシが「ベストハウス図鑑編纂会議へようこそ！」と言う簡素なものに変更され、プレゼンターが油絵調になる演出も省略され、Tank!(カウボーイビバップOP曲)をBGMに「リョウがプレゼン！ものスゴいシリーズ」といったナレーションがされた後に直接VTRに入るように変更された。
番組の公式サイトなどにある英字表記のロゴの下には小さく『ENCYCLOPEDIA』（エンサイクロペディア）と書かれている。

### 放送内容の変貌
放送当初は約1時間の放送で5～6本のVTRが流されていた。最初に取り上げられたベスト3はパイロット版が「日本の高い山ベスト3」、レギュラー版が「日本の美しい花火ベスト3」。また演出面では前述のような凝ったものがされていたが、次第に省略されVTRの比重が増した。メインコーナーとして「ものスゴいシリーズ」が毎回放送されるようになり、コーナーは「THE BEST HOUSE」がほとんどになり他は「THE WORST HOUSE」が時々流れる程度になった。2008年11月からはレオナルド・ダ・ヴィンチの弟子が描いたと思われる絵画「ラロックの聖母」を調査するシリーズが断続的に放送された。
その後は開始早々にプレゼンを行った後にCMを挟んで放送するようになったため、出演者の紹介が番組後半になってやっと表示されるようになり、ピストルバルブの紹介に至っては終了間際にしか登場しなくなった。2009年8月からは1週で放送されるベスト3のVTRは2～3本に減少した。
2010年に入るとプレゼンの内容も「奇跡の脳」「神業ドクター」「余命数ヶ月の子供」などの感動物や、海外の事件を題材に再現映像を織り交ぜたものが増加。感動物に加えて女性とセレブ、ダイエットなどを題材にしたものが主流となり、1週でのプレゼン数を1～2つほどに削減、「ベスト3」として紹介されないものが大半になった。
2010年6月からセットを一新。図書館を模したセットからカラフルなものへ変更された。ピストルバルブはメンバー6人が脱退したことから出演が4人(後に3人)となり、スペースもセットの片隅になった。
2010年秋の番組改編で『ホンマでっか!?TV』が月曜23時『バラパラ』枠から本枠へ移動・時間拡大となるため、同年10月27日からは1時間繰り下げ、水曜日の22:00 - 22:54枠に移動して『爆笑レッドシアター』の後継番組として放送。
2011年に入るとベスト3としての紹介が完全になくなったほか、1つのプレゼンで1週放送する事も増え、必然的に最大の特徴であった最優秀プレゼン決めも消滅した。プレゼンの内容によっては1週では完結出来ないものが稀にあり、その場合は2週完結になることもある（その時は予め、次週予告を流している）。
2012年3月14日にレギュラー版最終回を放送。最後のプレゼンとして「荒俣宏厳選！ツタンカーメンのものスゴい秘宝ベスト3！」が放送され、久々に登場したベスト3のVTRで約6年間の歴史に幕を閉じた。

## 番組内コール
オープニングやVTR中など多くの場面で「ワン、ツー、スリー！」という特徴的なコールが使用されていた。
- VTRの最初に選定されたモノ・人物が発表される際の「ワン、ツー、スリー」はピストルバルブのメンバーであるアンドー!が担当。
- その後に追加情報や更に凄いパフォーマンスなどを見せる際に使用される2番目の「ワン！ツー！スリー！」コールはウィルソン・ピケットの「ダンス天国（Land of 1000 Dances）」の一部を使用している。
- アンドー!のコールはフジテレビが運営する携帯サイト「フジバラエTV」内で着ボイスとして配信されていた。

## 出演者

### 司会
- ロンドンブーツ1号2号（●112号室●田村淳（通称アツシ）、●114号室●田村亮（通称リョウ））
- ●334号室●本上まなみ（通称マナミ）[注 5]

### 審議長
毎回スペシャルゲストが審議長になっていた。

### ベストスリー編纂会
普段は「ベストハウス」内の各部屋にそれぞれ暮らす住民という設定。名前とともに部屋番号も紹介されるが、準レギュラー出演の住民には、他の住民の部屋番号が割り当てられることがあった。
このうち池上彰・荒俣宏・茂木健一郎の3人が一時期「ベストハウス三賢人」と呼ばれたが、池上が2010年4月からの『そうだったのか!池上彰の学べるニュース』（テレビ朝日）の出演に伴い降板したため、それ以降「ベストハウス三賢人」の呼び名は自然消滅となった。2011年に入ってからは、荒俣と茂木に菊池健彦を加えた3人がベストハウスの住民の賢人とされていた。
- ●131号室●佐藤かよ
- ●138号室●にわみきほ
- ●144号室●矢口真里
- ●147号室●はるな愛
- ●151号室●カルーセル麻紀
- ●162号室●クリス松村
- ●166号室●大沢あかね
- ●175号室●松木里菜
- ●183号室●たんぽぽ（川村エミコ、白鳥久美子）
- ●185号室●三谷幸喜
- ●189号室●池上彰
- ●192号室●河北麻友子
- ●207号室●榊原郁恵
- ●210号室●柴田理恵
- ●213号室●YOU
- ●221号室●松井絵里奈
- ●229号室●FUJIWARA（藤本敏史、原西孝幸）
- ●236号室●緑友利恵
- ●239号室●ほんこん（130R）
- ●240号室●どきどきキャンプ（佐藤満春、岸学）
- ●264号室●柳原可奈子
- ●290号室●SHELLY
- ●298号室●菊池健彦（英語講師）
- ●299号室●小川菜摘
- ●304号室●飯沼誠司
- ●308号室●萩野崇
- ●309号室●大柳葵理絵（『GOSSIPS』編集長）
- ●313号室●荒俣宏
- ●316号室●茂木健一郎
- ●325号室●吉田菫
- ●327号室●中尾彬
- ●329号室●鳥居みゆき
- ●335号室●片岡安祐美
- ●336号室●ほっしゃん。
- ●343号室●世界のナベアツ
- ●349号室●カンニング竹山
- ●350号室●林家パー子
- ●356号室●小池里奈
- ●357号室●サバンナ（八木真澄、高橋茂雄）
- ●360号室●アンガールズ（田中卓志、山根良顕）
- ●362号室●山本高広
- ●365号室●フットボールアワー（岩尾望、後藤輝基）
- ●369号室●ピストルバルブ（M-chan、とみぃ、アンドー!）
- ●372号室●我謝レイラニ
- ●372号室●U字工事（福田薫、益子卓郎）
- ●380号室●鈴木浩介
- ●381号室●野久保直樹
- ●381号室●清宮佑美[注 6]
- ●391号室●森公平（サーターアンダギー）
- ●396号室●髭男爵（山田ルイ53世、ひぐち君）
- ●398号室●ハイキングウォーキング（松田洋昌、鈴木Q太郎）
- ●399号室●和田正人
- ●399号室●鎌苅健太[注 7]

この他にも以下のゲストが登場している。
- アンタッチャブル（山崎弘也、柴田英嗣）
- 千原兄弟（千原せいじ、千原ジュニア）
- ますだおかだ（増田英彦、岡田圭右）
- ハリセンボン（近藤春菜、箕輪はるか）
- 三宅正治
- 平井理央
- 杉本清
- 福井謙二
- 森川友義（早稲田大学国際教養学部教授）
- 広海・深海
- ブルボンヌ

#### ベストハウス
番組の舞台となる架空のマンション。外観は洋館を3つ積んだようなアンバランスな構造になっており、会議は3階で行われている。上記の住民は提案した情報が採用される限り住み続ける事ができるという設定がある。レギュラー版初回およびDVD版のオープニングでは前身とも言える番組「無意味良品」のキャラクターであるキム社長・ファンキー・リンダが後ろ姿だが登場していた。

### 演奏
- ピストルバルブ
  - オープニングテーマ・エンディングテーマだけでなく、「MY BEST HOUSE」でゲストが入場する時やプレゼン内容の対象となる物（衣類・食べ物・人物）が実際にスタジオの中に運ばれた時に、テーマに沿った音楽を生演奏する。
  - ピストルバルブも何回かプレゼンを発表している（「最恐!世界の絶叫マシーンベスト3」など）。このときの紹介映像では、1位に輝いたアメリカの絶叫マシン「スーパーマン・ザ・エスケープ」に実際にピストルバルブのメンバー全員が乗った。これはピストルバルブが米国ツアーを行ったことによる特別企画である。
  - ピストルバルブには部屋番号の割り当ては無かったが、アンドー!・とみぃ・M-chanの3人編成になってからは割り当てられている（前述）。

### ナレーション
- 篠原まさのり
  - 「ベストハウス」オーナーという設定であり、滅多に姿を現さないと言われている。●333号室●在住。オープニングでは後ろ姿だけが描かれ、ほとんどが二頭身に3本毛という落書きのようなイラストで表される。このイラストはアイコンとして様々な場所に使われた。
  - 渋い語り口で語尾に「という」「らしい」などを付けるハードボイルドな口調をしている。VTR中の決めゼリフは「これだ!」[注 8]。
  - 2007年3月21日の放送でフレアバーテンダーの前田兄弟を紹介するときに小川菜摘と一緒に共同提案者として顔出しも行い、決めゼリフを生で披露した。

### ポポちゃん
静岡県の掛川花鳥園にいるアフリカオオコノハズクのポポちゃんの羽根を広げたり、体をすぼめたりする姿を当番組で紹介したことがきっかけで、番組のマスコット的な存在となった。
アイキャッチやベスト3紹介画面の最後にも登場している。また、2008年4月以降はポポちゃんをモチーフとしたテロップが表示されるようになった。
ポポちゃんは、前番組の『トリビアの泉』でも紹介されている。

## 主なコーナー

### THE BEST HOUSE
本番組のメインコーナー。古今東西のあらゆるランキングをベスト3形式のVTRで紹介する。プレゼンターとなる編纂会メンバーはVTR前に見どころを紹介し盛り上げるほかVTR終了後に補足情報を語る、フリップを用いるなどして評価を高める。野久保直樹などプレゼンがあまりに拙い場合はVTRの質が良くてもワーストプレゼンになるケースがあった。楽器奏者やパフォーマーなどを取り上げたベスト3場合は本人がスタジオに登場することもある。食べ物・動物の場合も同様。

#### ものスゴいシリーズ
番組初期から毎回のように放送されていた人気シリーズ。主にリョウが担当するが、アンタッチャブルが担当することもあった。
ばねやねじなど、身近にある物の中で、最先端の技術が駆使されているベスト3を紹介することが多い。後にこのシリーズを特集したDVDが発売された。

### THE WORST HOUSE
従来のベスト3とは逆に、 ワースト3を発表する。最初は主にリョウが担当していたが、後にYOUやアンガールズなどが担当することが増えた。事故映像やハプニング、犯罪、毒をテーマにしたものなど、マイナスイメージを持つ事柄を扱ったものが多い。ワースト3は「そのランクの中で最も低いもの」ではなく「最もその分野で最悪・凶悪なもの」という意味で用いられており、特定の基準に沿ったトップ3を紹介するというコンセプトは踏襲している。ただしパイロット版ではコーナー自体が存在しなかった事から「日本の最強毒キノコベスト3」として取り上げられた。書籍版や2008年放送の総集編SPではワースト3扱いになっている。

### MY BEST HOUSE
特定の分野に精通したゲストがBGMと共に登場して、自らが選定したベスト3をプレゼンする。

### THREE MAJOR HOUSE
日本（世界）を代表する三つの有名なもの（三大○○）を発表する。審議官による判定は行われない。

### DATA BEST HOUSE
「世界の高い山」「画数の多い漢字」など雑学的なベスト3をピストルバルブの演奏とナレーションで簡潔に紹介する。放送尺も1分程度と短く、審議官の判定はされない。後述のエンディングでも省かれた。

### エンディングでの1位のおさらい
スタッフロールが流れる中で今週放送されたランキングのタイトルと1位になった物を順番に紹介する。ボツになったランキングも紹介されたがDATA BEST HOUSEは省略された。THREE MAJOR HOUSEで紹介された三大○○は3つ全てが紹介された。2007年2月14日放送分で廃止。

### SUZUKI・アルトコラボCM
- 2010年1月より筆頭スポンサーのSUZUKIが1分から1分30秒に拡大したことを機に、SUZUKIのアルトと番組とのコラボCMを放送していた。
- 毎回レギュラー・準レギュラーから1人がSUZUKI・アルトの良さを紹介していた。
- 稀に番組が休止した回では後枠の番組である『爆笑レッドシアター』スペシャル（2月10日）でも放送された。

## 番組オリジナルデー
- 毎年、1月23日は番組にタイトルにある123に因んで「ベストハウスの日」としていた。
- 2008年の同日には、番組テーマソングを演奏しているピストルバルブが1stフルアルバム「RATATATTAT!」を発売した。

## 人気4番組合体! ヘキサはねるホンマ!?123 4時間ブチ抜きスペシャル
- 『クイズ!ヘキサゴンII』と『はねるのトびら』と『ホンマでっか!?TV』と『ザ・ベストハウス123』の4番組が、それぞれの番組の枠を超えてコラボレーションした特別番組[注 9]。
- 放送は、2011年2月9日（水曜日）19:00 - 22:48
- ブロックごとのタイムテーブルは下記通り。
  - 19:00 - 19:58…クイズ!ヘキサゴンII×はねるのトびら
  - 19:58 - 20:56…はねるのトびら×クイズ!ヘキサゴンII
  - 20:56 - 21:52…ホンマでっか!?TV×はねるのトびら×ザ・ベストハウス123
  - 21:52 - 22:48…ザ・ベストハウス123×ホンマでっか!?TV
- 視聴率は17%

## ネット局と放送時間
| 放送対象地域   | 放送局                  | 系列                                         | 放送日時                     | ネット状況 | 脚注                |
| -------------- | ----------------------- | -------------------------------------------- | ---------------------------- | ---------- | ------------------- |
| 関東広域圏     | フジテレビ(CX)          | フジテレビ系列                               | 水曜 22:00 - 22:54           | 製作局     | 製作局              |
| 北海道         | 北海道文化放送(uhb)     | フジテレビ系列                               | 水曜 22:00 - 22:54           | 同時ネット |                     |
| 岩手県         | 岩手めんこいテレビ(mit) | フジテレビ系列                               | 水曜 22:00 - 22:54           | 同時ネット |                     |
| 宮城県         | 仙台放送(OX)            | フジテレビ系列                               | 水曜 22:00 - 22:54           | 同時ネット |                     |
| 秋田県         | 秋田テレビ(AKT)         | フジテレビ系列                               | 水曜 22:00 - 22:54           | 同時ネット |                     |
| 山形県         | さくらんぼテレビ(SAY)   | フジテレビ系列                               | 水曜 22:00 - 22:54           | 同時ネット |                     |
| 福島県         | 福島テレビ(FTV)         | フジテレビ系列                               | 水曜 22:00 - 22:54           | 同時ネット |                     |
| 新潟県         | 新潟総合テレビ(NST)     | フジテレビ系列                               | 水曜 22:00 - 22:54           | 同時ネット |                     |
| 長野県         | 長野放送(NBS)           | フジテレビ系列                               | 水曜 22:00 - 22:54           | 同時ネット |                     |
| 静岡県         | テレビ静岡(SUT)         | フジテレビ系列                               | 水曜 22:00 - 22:54           | 同時ネット |                     |
| 富山県         | 富山テレビ(BBT)         | フジテレビ系列                               | 水曜 22:00 - 22:54           | 同時ネット |                     |
| 石川県         | 石川テレビ(ITC)         | フジテレビ系列                               | 水曜 22:00 - 22:54           | 同時ネット |                     |
| 福井県         | 福井テレビ(FTB)         | フジテレビ系列                               | 水曜 22:00 - 22:54           | 同時ネット |                     |
| 中京広域圏     | 東海テレビ(THK)         | フジテレビ系列                               | 水曜 22:00 - 22:54           | 同時ネット |                     |
| 近畿広域圏     | 関西テレビ(KTV)         | フジテレビ系列                               | 水曜 22:00 - 22:54           | 同時ネット |                     |
| 島根県・鳥取県 | 山陰中央テレビ(TSK)     | フジテレビ系列                               | 水曜 22:00 - 22:54           | 同時ネット |                     |
| 岡山県・香川県 | 岡山放送(OHK)           | フジテレビ系列                               | 水曜 22:00 - 22:54           | 同時ネット |                     |
| 広島県         | テレビ新広島(TSS)       | フジテレビ系列                               | 水曜 22:00 - 22:54           | 同時ネット |                     |
| 愛媛県         | テレビ愛媛(EBC)         | フジテレビ系列                               | 水曜 22:00 - 22:54           | 同時ネット |                     |
| 高知県         | 高知さんさんテレビ(KSS) | フジテレビ系列                               | 水曜 22:00 - 22:54           | 同時ネット |                     |
| 福岡県         | テレビ西日本(TNC)       | フジテレビ系列                               | 水曜 22:00 - 22:54           | 同時ネット |                     |
| 佐賀県         | サガテレビ(STS)         | フジテレビ系列                               | 水曜 22:00 - 22:54           | 同時ネット |                     |
| 長崎県         | テレビ長崎(KTN)         | フジテレビ系列                               | 水曜 22:00 - 22:54           | 同時ネット |                     |
| 熊本県         | テレビくまもと(TKU)     | フジテレビ系列                               | 水曜 22:00 - 22:54           | 同時ネット |                     |
| 宮崎県         | テレビ宮崎(UMK)         | フジテレビ系列 日本テレビ系列 テレビ朝日系列 | 水曜 22:00 - 22:54           | 同時ネット |                     |
| 鹿児島県       | 鹿児島テレビ(KTS)       | フジテレビ系列                               | 水曜 22:00 - 22:54           | 同時ネット |                     |
| 沖縄県         | 沖縄テレビ(OTV)         | フジテレビ系列                               | 水曜 22:00 - 22:54           | 同時ネット |                     |
| 大分県         | テレビ大分(TOS)         | 日本テレビ系列 フジテレビ系列                | 木曜 14:05 - 14:59           | 遅れネット |                     |
| 青森県         | 青森放送(RAB)           | 日本テレビ系列                               | 土曜 13:00 - 13:55           | 遅れネット | [ 注 10 ]           |
| 山梨県         | 山梨放送(YBS)           | 日本テレビ系列                               | 金曜（木曜深夜） 0:38 - 1:33 | 遅れネット | [ 注 11 ] [ 注 12 ] |
| 山口県         | テレビ山口(tys)         | TBS系列                                      | 日曜 13:54 - 14:54           | 遅れネット | [ 注 13 ]           |

## 放送時間の変遷

### スペシャル枠（パイロット版）
| 回数 | 放送日        | 放送曜日 | 放送時間（JST） | 備考          |
| ---- | ------------- | -------- | --------------- | ------------- |
| 1    | 2006年1月2日  | 月曜日   | 23:55 - 24:55   |               |
| 2    | 2006年5月23日 | 火曜日   | 19:00 - 20:54   | 『カスペ!』枠 |

### レギュラー放送
| 放送期間                       | 放送曜日 | 放送時間（JST） |
| ------------------------------ | -------- | --------------- |
| 2006年11月1日 - 2010年9月29日  | 水曜日   | 21:00 - 21:54   |
| 2010年10月27日 - 2012年3月14日 | 水曜日   | 22:00 - 22:54   |

※特別編成の場合、2010年9月までは2時間スペシャルでは21:00もしくは19:57スタート、3時間スペシャルでは19:57もしくは19:00スタート、3時間半、4時間、4時間半スペシャルでは19:00スタートの編成となった。なお、3時間以上のスペシャルでは途中に『FNNレインボー発』にあたるスポットニュースを挿入された。また、2010年10月以降、不定期で15分又は30分拡大スペシャルを放送することがあった。

### スペシャル枠（復活特番）
| 回数 | 放送日         | 放送曜日 | 放送時間（JST） | 視聴率 | 備考          |
| ---- | -------------- | -------- | --------------- | ------ | ------------- |
| 1    | 2012年5月8日   | 火曜日   | 19:00 - 20:54   | 12.1%  | 『カスペ!』枠 |
| 2    | 2012年7月4日   | 水曜日   | 19:00 - 23:18   | 13.9%  |               |
| 3    | 2012年10月23日 | 火曜日   | 19:00 - 20:54   | 8.7%   | 『カスペ!』枠 |

## スタッフ
- 構成：海老克哉、そーたに、川島浩司、古井知克、櫻井昭宏、ほし知美（ほし友実）
- 美術制作：佐々木順子
- デザイン：金子隆
- 美術進行：服部孝志、西嶋友里
- 大道具：成井一浩
- アクリル装飾：犬塚健
- 電飾：岸和幸
- 装飾：菊地誠
- 視覚効果：藤本茂、鈴木希望
- 衣装：横田尊正
- メイク：藤尾明日香、笹浦洋子、佐野優美子、柳延人・鏡宮ゆき・平田弥咲・常田鮎美（WILLOW）、千崎梨江（ベルディーク）、大友麻衣子
- スタイリスト：渡辺浩司、吉村由美子、岩崎聡美、川端恵美、市原昌顕、村井沙織
- ＴＰ：長田崇
- ＴＤ：高瀬義美
- ＳＷ：岩田一巳、河西純、小川利行
- ＣＡＭ：伊郷憲二
- ＶＥ：瀧本恵司
- ＡＵＤ：奈良岡純一
- 照明：大竹康裕
- ＰＡ：野口貴之
- 編集：高橋勇志、濱田喜代則、三浦淳、小島覚、村岡剛
- ＭＡ：坂井真一、松岡洋一
- 音響効果：鈴木瑞穂、富岡隆晃
- キャラクターデザイン・アニメーション：木村タカヒロ
- ＣＧ：ハンマーヘッド
- ＴＫ：井上奈美
- 技術協力：ニユーテレス、オムニバス・ジャパン、FLT、SPOT、サンフォニックス、イメージランド
- 協力：一迅社、サンケイビル、文化放送、KTVフィットネスクラブフレスコ茨木、ブシロードウェルビー東松原、スポーツクラブアクトス 浜松、スポーツクラブ ルネサンス 広島緑井、サンミュージック、サンミュージックプロダクション、ライジングプロダクション、クオラス、日本コロムビア、キングレコード、講談社、小学館、集英社、扶桑社、カプコン、毛髪クリニックリーブ21、広島大学、芳文社、広島大学病院、ヤクルト本社、中日新聞社、東京新聞社、西日本新聞社、千葉日報社、アフロ、PIXTA、神奈川新聞社、北海道新聞社、ホテルグランパシフィック LE DAIBA、ホテル日航東京
- 美術協力：フジアール
- リサーチ：Rai-ka、K2mesh、T2ファージ、P・Aライターズ、ONE TO NINE、ワイズプロジェクト
- 制作協力：C-block、Joyman、ダイナマイトレボリューションカンパニー、ノスコ・コンフィデンシャル、NON PRO
- 編成：濱潤
- ＡＰ：坪井理紗、伊藤ひろみ、小澤慧里子、新本あじあ、吉田由実子
- 広報：鈴木良子
- ＦＤ：志賀一寿、高野とおる、豊嶋隆一、曽我和隆
- ディレクター：三枝英治、秋山秀人、岡部剛、岸憲人、久我光夫、岡崎昇平、鹿衛生、渡辺浩則、中村文彦、佐藤俊広、田中匡史、小出正志、小石重造、山口智也、亀山剛志、荒井かおり、樽見近工、内間一貴、冨田英男、岩橋正憲、島田ツヨシ、川口達也、山本健太郎、箕臼高志、内田雅行、篠田栄一、川村公人、山上寛人、原愼吾、隅田隆之、牛山淳志、新居稚也、岡部統一、小野哲司、犬伏晋也、阿部高、渡辺大介、橋詰圭太、井手康行、君島一彦、中山健治、相澤雄、ソネタマエ、越後健治
- プロデューサー：神原孝、挾間英行、米山範彦、後藤喜男、朝倉千代子、大岡制、西原伸治（以前は演出）、佐藤浩仁、村山学
- 演出：稲村健、五十嵐優人、笠原裕明、杉山和典、川平秀二、かげやま竜彦、若林倫也、藤本創、岩田徹、久佐賀浩之、宮森英生、前田朗光、赤平卓、渡辺恭三、久延雅一
- 総合演出：井上晃一
- 制作著作：フジテレビ

### 過去のスタッフ
- 企画・編成：小松純也
- プロデューサー：千葉隆弥、新村幸三郎、齋藤智札、湯澤孝弘、浅沼純司、阿部正則、佐藤千春、村瀬充
- ＡＰ：横田淳子、渡辺京子
- 構成：たちばなひとなり、夢之箱、松村智規、尾首大樹
- 美術制作：大坊雄二
- ＴＰ：斉藤浩太郎
- ＣＡＭ：宮崎健司
- ＡＵＤ：本間祥吾
- 照明：四分一浩
- ＰＡ：中尾裕之
- 音響効果：田中健、中島祥、上口昭雄、小川慶一、大庭望、早川歩希
- 広報：上野陽一、伊菅寿之、田中杏子、魏治義

## 音楽
- オープニング曲 : 『The Best House』ピストルバルブ(Pistol Valve)
- 初代エンディング曲（‐2007年5月30日）：『TREASURES 〜世界が終わっても〜』ピストルバルブ(Pistol Valve)
- 二代目エンディング曲（2007年6月6日‐2007年9月12日）：『君だけなんだっ!』ピストルバルブ(Pistol Valve)
- 三代目エンディング曲（2007年9月19日‐2008年1月）：『Zutto-Zutto』ピストルバルブ(Pistol Valve)[注 14]
- 四代目エンディング曲（2008年1月‐2008年6月）：『OEDO-808』ピストルバルブ(Pistol Valve)[9]
- 五代目エンディング曲（2008年7月‐2008年10月）：『遠くに花火』ピストルバルブ(Pistol Valve)
- 六代目エンディング曲（2008年10月‐2009年6月3日）：『Flower love』ピストルバルブ(Pistol Valve)
- 七代目エンディング曲（2009年6月24日‐2009年9月2日）：『My Voice』ピストルバルブ(Pistol Valve)
- 八代目エンディング曲（2009年9月9日‐2010年6月16日）：『Find it!』ピストルバルブ(Pistol Valve)
- 九代目エンディング曲（2010年6月30日‐2011年12月14日）：『CAN'T TAKE MY EYES OFF YOU 〜君のブラスに恋してる〜』ピストルバルブ(Pistol Valve)
- 十代目エンディング曲（2012年1月18日 - ）：『The Best House Gold!』ピストルバルブ(Pistol Valve)

## 書籍
番組で紹介したベスト3を網羅したビジュアル図鑑が扶桑社から発売されている。
- ザ・ベストハウス図鑑1（B6変判、980円 2007年刊） ISBN 9784594054496
- ザ・ベストハウス図鑑2（B6変判、980円 2008年刊） ISBN 9784594055752
- ザ・ベストハウス図鑑3（B6変判、980円 2009年刊） ISBN 9784594060473

## DVD
- ものスゴいシリーズ　ベストセレクションvol.1 (2011年1月23日、よしもとアール・アンド・シー)　EAN 4571366481223
- ものスゴいシリーズ　ベストセレクションvol.2 (2011年1月23日、よしもとアール・アンド・シー)　EAN 4571366481247
- ダ・ヴィンチ幻の絵画をついに発見！？～秘められた500年の謎に挑む・特別編～ (2011年1月23日、よしもとアール・アンド・シー)　EAN 4571366481261
- ザ・ベストハウス123 on Stage!! ～おかしな おかしな探偵物語!...は、コレだ!!～(2012年10月17日、ポニーキャニオン)　EAN 4988632144223

## 舞台化
レギュラー放送終了後の2012年6月19日から23日まで、番組初の舞台化作品として「ザ・ベストハウス123 on Stage!! 〜おかしなおかしな探偵物語!･･･は、コレだ!!〜」が渋谷区文化総合センター大和田「伝承ホール」にて上演された。出演は崎本大海、清水良太郎、和田正人、鎌苅健太、松井絵里奈、緑友利恵、小池里奈、山根良顕、ピストルバルブ、魚建、本上まなみのほか、スペシャルゲストとしてベストハウス住人も日替わりで登場した。なお、演出は井上晃一、脚本は穴吹一朗が手がけた。

## パロディ
- 2011年9月5日から11月28日まで『森田一義アワー 笑っていいとも!』の月曜コーナー・｢本物エピソードはどっち!?THE GUEST HOUSE 123｣が放送されていた。なお、コーナー進行はロンブーの淳が務め、コーナータイトルやコーナーBGMも本番組のものが使用された。なお、112号室のロンブー淳と264号室の柳原可奈子は、この当時、「いいとも!」の月曜レギュラーでもあった。